# 대수압도
| Daedongyeojido (Gyujanggak) 12-05.jpg |
| Daedongyeojido (Gyujanggak) 13-06.jpg |

대수압도(大睡鴨島, 大水鴨島)는 황해남도 강령군의 남동쪽에 위치한 섬이다. 면적은 1.51km2로, 주변에 소수압도, 엄도, 와암 등의 섬들이 있다. 섬의 중부에는 해발 88m의 작은 산이 솟아 있다.
해방당시 38선이남으로 대한민국이었으나 1953년 7월 27일 22시 이후 정전협정에 따라서 조선민주주의인민공화국이 차지해 실효지배 하에 있다. 조기, 갈치, 전어 등의 물고기와 바지락, 소라, 굴 등 해산물이 나며 섬에는 큰몰포구가 위치해 있어 이곳을 통해 어업이 행해진다. 또한 섬에서는 옥수수, 콩, 고구마 등의 작물재배도 소규모로 행해진다.

## 같이 보기
- 강령군
- 소수압도